# تود ميلر
تود ميلر (بالإنجليزية: Todd Miller)‏ (29 نوفمبر 1973 سولت ليك الولايات المتحدة - ) هو لاعب كرة قدم أمريكي يلعب كلاعب وسط.